# Pedinopistha stigmatica
Pedinopistha stigmatica là một loài nhện trong họ Philodromidae.
Loài này thuộc chi Pedinopistha. Pedinopistha stigmatica được Eugène Simon miêu tả năm 1900.